# An Giang
An Giang är en provins i Vietnam. Den ligger i den västra delen av Mekongdeltat, mellan floderna Tien Giang och Hau Giang vid gränsen mot Kambodja (95 km lång). Huvudstad och största stad är Long Xuyen. Folkmängden uppgår till cirka 2,1 miljoner invånare. Den årliga medeltemperaturen i området är mellan 26 och 28 °C. Etniska grupper inkluderar Viet (Kinh), Khmer, Cham och Hoa.

## Administrativ indelning
Provinsen är indelad i en stor stad (thành phố), en mindre stad (thị xã) samt nio landsbygdsdistrikt:
Städer
- Long Xuyen (thành phố)
- Chau Doc (thị xã)

Landsbygdsdistrikt
- An Phu
- Chau Phu
- Chau Thanh
- Cho Moi
- Phu Tan
- Tan Chau
- Thoai Son
- Tinh Bien
- Tri Ton